# Шутов, Олег Вячеславович
Олег Вячеславович Шутов (укр. Олег В'ячеславович Шутов; род. 9 июля 1988, Жданов, Донецкая область) — украинский футболист, полузащитник.

## Биография
В футбол попал благодаря отцу, который выступал на любительских турнирах в Мариуполе. Воспитанник ДЮСШ «Ильичевца». Первый тренер — Михаил Рура. Впоследствии, в возрасте 16 лет выступал за любительскую команду «Портовик». Сначала отыграл сезон за юношескую команду, за которую успел забить 36 голов, а впоследствии перешёл во взрослую, где за время выступлений 10 раз поразил ворота. Впоследствии заключил профессиональное соглашение с днепродзержинской «Сталью».
Первую игру провёл против киевского ЦСКА. Она закончилась со счётом 1:0 в пользу «сталеваров». 30 августа 2006 года забил свой первый гол в профессиональной карьере. В том же году Шутов вместе с командой дошёл до четвертьфинальной стадии кубка Украины. В сезоне 2007/08 признан лучшим игроком команды, а в следующем сезоне Олег стал бронзовым призёром второй лиги. Также вместе со «сталеварами» Олег в сезоне 2009/10 кубка украинской лиги дошёл до четвертьфинальной стадии, а через два года его команда пробилась в 1/8 финала кубка Украины.
В течение 2013—2015 годов вместе с командой завоевал сначала серебряные медали второй лиги, а через год первой лиги Украины. Летом 2015 года Олег Шутов подписал контракт с клубом «Верес» (Ровно), за который дебютировал 22 июня в матче кубка Украины с киевским «Арсеналом». В феврале 2016 года досрочно разорвал контракт по семейным обстоятельствам, но вскоре продолжил карьеру в канадской команде «Юкрэйн Юнайтед» из Торонто, вскоре как и ряд других игроков перебрался в другой полупрофессиональный клуб «Воркута» (Торонто).

## Достижения
в Украине
- Серебряный призёр Первой лиги Украины (1): 2014/15
- Серебряный призёр Второй лиги Украины (1): 2013/14
- Бронзовый призёр Второй лиги Украины (1): 2008/09

в Канаде
- Победитель регулярного чемпионата Канадской футбольной лиги (1): 2017
- Серебряный призёр регулярного чемпионата Канадской футбольной лиги (1): 2016
- Полуфиналист плей-офф Канадской футбольной лиги (2): 2016, 2017

## Личная жизнь
Женат жену зовут Алина. Пара воспитывает сына Илью.